# Rudy Giuliani
Rudolph William Louis Giuliani (født 28. maj 1944 i New York City) er en amerikansk politiker og advokat, der fra 1994 til 2001 var borgmester i New York City. Som borgmester fik han ry for at have mindsket kriminaliteten, bl.a. ved hjælp af teorien om knuste vinduer, og øget levestandarden i byen. Giulianis håndtering af krisen efter terrorangrebet på World Trade Center den 11. september 2001 gav ham heltestatus i USA. Han blev i 2001 af Time Magazine udnævnt til Person of the Year. I amerikanske medier blev Rudy Giuliani døbt "America's mayor", og den britiske dronning Elizabeth slog ham i 2002 til æresridder.
Giuliani er uddannet i jura fra New York University School of Law, og efter at have arbejdet nogle år i embedsværket blev han i 1983 udnævnt til statsadvokat i New York Citys sydlige distrikt. Efter seks år på posten besluttede Giuliani i 1989 at stille op som borgmester, men han tabte til David Dinkins. I 1993 blev han valgt, som den første republikanske borgmester i New York i 20 år. Han blev særligt kendt for sin nultolerance over for kriminalitet. Under Giuliani faldt kriminaliteten i byen med 56 procent.
Giuliani forsøgte uden held at blive Republikanernes præsidentkandidat i 2008. Fra 2017 til 2020 arbejdede han som Donald Trumps personlige advokat. Den 14. august 2023 blev den tidligere præsident Donald Trump og 18 personer omkring ham tiltalt i en sag om indblanding i præsidentvalget i 2020. Giuliani er tiltalt for i alt 13 forhold, blandt andet konspiration og indgivelse af falske dokumenter.
Giuliani blev i december 2023 ved en domstol i Washington dømt for bagvaskelse og injurier begået mod to valgansatte fra delstaten Georgia. Han blev pålagt at betale 148 millioner dollar i erstatning, men valgte efterfølgende at anke dommen. Anken og et forsøg på at indgive en konkursbegæring blev afvist, og anket, og i oktober 2024 efter tidsfristen for at betale milliarderstatningen var overskredet beordret til at overdrage forskellige værdier inden syv dage. I midten af januar 2025 indgik han et forlig.